# Nikołaj Biernacki
Nikołaj Nikołajewicz Biernacki, ros. Николай Николаевич Бернацкий (ur. 12 kwietnia 1860 r. w guberni riazańskiej, zm. 13 stycznia 1941 r. w Warszawie) – rosyjski wojskowy (generał major), emigrant.
W 1878 r. ukończył gimnazjum wojskowe w Orle, po czym wstąpił do armii rosyjskiej. W 1880 r. ukończył aleksandrowską szkołę wojskową. Służył w stopniu praporszczika w 3 Grenadierskiej Brygadzie Artylerii. W 1882 r. awansował do stopnia podporucznika, zaś w 1884 r. porucznika. W 1891 r. ukończył aleksandrowską wojskową akademię prawniczą, otrzymując stopień sztabskapitana. W 1893 r. mianowano go kapitanem. Od 1896 r. pełnił funkcję zastępcy prokuratora wojskowego. W 1896 r. awansował na podpułkownika, zaś w 1900 r. pułkownika. W 1901 r. został śledczym wojskowym warszawskiego wojskowego sądu okręgowego. W latach 1904–1905 brał udział w wojnie rosyjsko-japońskiej. Od 1908 r. w stopniu generała majora był sędzią wojskowym wileńskiego wojskowego sądu okręgowego. W 1916 r. został sędzią wojskowym dźwińskiego wojskowego sądu okręgowego. W 1918 r. wstąpił do armii Hetmanatu. Pod koniec listopada tego roku objął funkcję przewodniczącego sądu 11 Dywizji. W 1919 r. przeszedł do wojsk Białych gen. Antona I. Denikina. Pod koniec 1919 r. wraz z pozostałymi wojskowymi ewakuował się na Krym, skąd w maju 1920 r. wyjechał do Królestwa SHS. W 1936 r. zamieszkał w Polsce.